# Acalymma trivittatum
Acalymma trivittatum är en skalbaggsart som först beskrevs av Mannerheim 1843.  Acalymma trivittatum ingår i släktet Acalymma och familjen bladbaggar. Inga underarter finns listade i Catalogue of Life.